# Universidad Pedagógica Experimental Libertador
La Universidad Pedagógica Experimental Libertador (UPEL) es la principal institución de educación superior pública de Venezuela dedicada a la formación de docentes. Su sede rectoral se encuentra en Caracas, y cuenta con institutos y extensiones en los estados Yaracuy, Aragua, Distrito Capital, Lara, Miranda, Monagas y Táchira. El Instituto de Mejoramiento Profesional del Magisterio, con núcleos y extensiones en todo el país, también forma parte de la estructura de la UPEL.
La universidad lleva el título de Libertador en honor a Simón Bolívar.

## Historia
La Universidad Pedagógica Experimental Libertador fue creada el 28 de julio de 1983, mediante el Decreto No. 2176, del Presidente Luis Herrera Campíns. Los institutos pedagógicos públicos existentes en Venezuela (Barquisimeto, Caracas, Maracay y Maturín), que funcionaban de forma autónoma, fueron integrados a la UPEL como núcleos de la misma mediante la Resolución n.º 22 de fecha 28 de enero de 1988. Asimismo, el Instituto de Mejoramiento Profesional del Magisterio y los centros educativos rurales de Turmero y Rubio fueron incorporados a la UPEL. En 1992, el Instituto Universitario Pedagógico Monseñor Rafael Arias Blanco se unió a la UPEL en calidad de instituto asociado.

## Símbolos

### Emblema
El emblema de la UPEL es una representación abstracta de nueve libros de color azul añil, creado por el artista Álvaro Sotillo. Ocho de los libros simbolizan a cada uno de los institutos adscritos a la UPEL, mientras que el noveno representa a la Sede Rectoral.

### Bandera
La bandera de la UPEL tiene un fondo blanco. En la parte inferior, presenta ocho líneas de color verde que representan a los ocho institutos pertenecientes a la universidad. El color verde es tradicionalmente utilizado por la UPEL para identificar a la carrera docente.
En la parte superior de la bandera, cerca del asta, se encuentra el emblema de la UPEL, y a su derecha, el nombre de la universidad.

### Himno
En 1989, la UPEL adoptó como himno el que utilizaba el Instituto Pedagógico de Caracas. La letra es de los maestros Ramón González y Daniel Acosta Sánchez, con arreglos corales de Ernesto Ortíz Sepúlveda y Amílcar Rivas Dugarte.
I
Pedagogos de pie que la marcha
ascendente de nuestro ideal
nos inspire las notas del canto
nuestro canto triunfal.
II
Que una viva lección de esperanza
brote siempre del pecho jovial,
para hacer con arcilla de espíritu
nuestro pueblo inmortal.
III
Que esa obra gloriosa proclamen
las montañas, los llanos y el mar
cuando en voz de los vientos exclamen:
educar, educar, educar.
IV
Las ideas redentoras
jamás podrán morir,
moral y luces somos
forjando el porvenir.

## Núcleos y extensiones de la UPEL

### Núcleos
| \| Núcleos de la UPEL \| |                          |                                                                         |           |
| Estado                   | Ciudad                   | Núcleo                                                                  | Fundación |
| Aragua                   | Maracay                  | Instituto Pedagógico de Maracay Rafael Alberto Escobar Lara (IPMAR)     | 1971      |
| Aragua                   | Maracay                  | Instituto Pedagógico Rural El Mácaro (IPRM)                             | 1938      |
| Distrito Capital         | El Paraíso, Caracas      | Instituto Pedagógico de Caracas (IPC)                                   | 1936      |
| Lara                     | Barquisimeto             | Instituto Pedagógico de Barquisimeto Luis Beltrán Prieto Figueroa (IPB) | 1959      |
| Miranda                  | Los Dos Caminos, Caracas | Instituto de Mejoramiento Profesional del Magisterio (IMPM)             | 1950      |
| Miranda                  | La Urbina, Caracas       | Instituto Pedagógico de Miranda José Manuel Siso Martínez (IPMJMSM)     | 1976      |
| Monagas                  | Maturín                  | Instituto Pedagógico de Maturín (IPM)                                   | 1971      |
| Táchira                  | Rubio                    | Instituto Pedagógico Rural Gervasio Rubio (IPRGR)                       | 1953      |
| Núcleos de la UPEL       |                          |                                                                         |           |

### Extensiones
| \| Extensiones de la UPEL \| |                                                                 |                                                                     |
| Estado                       | Ciudad                                                          | Extensión                                                           |
| Guárico                      | Altagracia de Orituco San Juan de los Morros Valle de la Pascua | Instituto Pedagógico Rural El Mácaro (IPRM) (Centro de Atención)    |
| Miranda                      | Nueva Cúa Río Chico                                             | Instituto Pedagógico de Miranda José Manuel Siso Martínez (IPMJMSM) |
| Monagas                      | San Antonio de Maturín                                          | Instituto Pedagógico de Maturín (IPM)                               |
| Trujillo                     | Sabana de Mendoza                                               | Instituto Pedagógico Rural Gervasio Rubio (IPRGR)                   |
| Zulia                        | Encontrados                                                     | Instituto Pedagógico Rural Gervasio Rubio (IPRGR)                   |
| Extensiones de la UPEL       |                                                                 |                                                                     |

## Especialidades
La UPEL ofrece una amplia variedad de programas de pregrado y postgrado en diversas áreas de la educación.

### Pregrado
| Especialidad                                      | Caracas | Maracay | Barquisimeto | Miranda | Maturín |
| ------------------------------------------------- | ------- | ------- | ------------ | ------- | ------- |
| Artes Escénicas                                   | Sí      | No      | No           | No      | No      |
| Artes industriales                                | No      | No      | No           | No      | No      |
| Artes Plásticas                                   | Sí      | No      | No           | No      | No      |
| Biología                                          | Sí      | Sí      | Sí           | No      | Sí      |
| Castellano, Literatura y Latín                    | Sí      | No      | No           | No      | No      |
| Ciencias de la Tierra                             | Sí      | No      | No           | No      | Sí      |
| Dibujo Técnico                                    | Sí      | No      | No           | No      | No      |
| Educación Agropecuaria                            | No      | No      | Sí           | No      | Sí      |
| Educación Comercial                               | Sí      | No      | Sí           | No      | No      |
| Educación Especial en Deficiencias Auditivas      | Sí      | Sí      | Sí           | No      | No      |
| Educación Especial en Dificultades de Aprendizaje | Sí      | Sí      | Sí           | No      | No      |
| Educación Especial en Retardo Mental              | Sí      | Sí      | Sí           | No      | No      |
| Educación Física                                  | Sí      | Sí      | Sí           | Sí      | Sí      |
| Educación Integral                                | Sí      | Sí      | Sí           | Sí      | Sí      |
| Educación Musical                                 | Sí      | Sí      | Sí           | Sí      | No      |
| Educación Preescolar                              | Sí      | Sí      | Sí           | Sí      | Sí      |
| Electricidad Industrial                           | No      | No      | Sí           | Sí      | No      |
| Electrónica Industrial                            | No      | No      | Sí           | Sí      | No      |
| Física                                            | Sí      | Sí      | Sí           | Sí      | Sí      |
| Francés                                           | Sí      | No      | No           | No      | No      |
| Geografía e Historia                              | Sí      | Sí      | Sí           | Sí      | Sí      |
| Informática                                       | Sí      | Sí      | Sí           | No      | Sí      |
| Inglés                                            | Sí      | Sí      | Sí           | No      | Sí      |
| Lengua y Literatura                               | No      | Sí      | Sí           | No      | Sí      |
| Matemática                                        | Sí      | Sí      | Sí           | Sí      | Sí      |
| Mecánica industrial                               | No      | No      | Sí           | Sí      | No      |
| Química                                           | Sí      | Sí      | Sí           | No      | Sí      |

### Postgrado
| Especialidad                                | Caracas | Maracay | Barquisimeto | Miranda | Maturín |
| ------------------------------------------- | ------- | ------- | ------------ | ------- | ------- |
| Currículum                                  | Sí      | No      | No           | No      | No      |
| Orientación                                 | Sí      | Sí      | Sí           | No      | No      |
| Educación Superior                          | Sí      | Sí      | Sí           | No      | Sí      |
| Tecnología y Desarrollo de la Instrucción   | Sí      | No      | No           | No      | No      |
| Gerencia Educacional                        | Sí      | Sí      | Sí           | Sí      | Sí      |
| Enseñanza de la Matemática                  | Sí      | Sí      | Sí           | No      | Sí      |
| Enseñanza de la Física                      | Sí      | No      | No           | No      | No      |
| Enseñanza de la Biología                    | Sí      | Sí      | Sí           | No      | No      |
| Enseñanza de la Educación Física            | Sí      | Sí      | Sí           | No      | Sí      |
| Enseñanza de la Geografía                   | Sí      | Sí      | Sí           | No      | No      |
| Enseñanza de la Historia                    | Sí      | Sí      | Sí           | No      | No      |
| Investigación Educacional                   | No      | No      | Sí           | No      | No      |
| Evaluación Educacional                      | No      | No      | No           | Sí      | No      |
| Enseñanza de la Literatura en Inglés        | Sí      | No      | Sí           | No      | No      |
| Enseñanza del Inglés como Lengua Extranjera | Sí      | Sí      | Sí           | No      | No      |
| Enseñanza de la Química                     | Sí      | Sí      | Sí           | No      | No      |
| Enseñanza de la Geohistoria                 | No      | No      | No           | Sí      | Sí      |
| Desarrollo Comunitario                      | No      | No      | No           | Sí      | No      |
| Educación Preescolar                        | No      | No      | Sí           | No      | No      |
| Educación Especial                          | No      | No      | No           | No      | No      |

## Rectores
| N.º | Rector (a)                | Período          |
| --- | ------------------------- | ---------------- |
| 1   | Antonio Luis Cárdenas     | 1983-1988        |
| 2   | Duilia Govea de Carpio    | 1988-1992        |
| 3   | Gabriel Zambrano Chaparro | 1992-1997        |
| 4   | Enrique Ravelo            | 1997-2001        |
| 5   | Ángel Hernández Abreu     | 2001-2005        |
| 6   | Luis Marín Ramírez        | 2005-2009        |
| 7   | Raúl López Sayago         | 2009–actualmente |

## Extensión
La Universidad Pedagógica Experimental Libertador se destaca por su amplia actividad de extensión universitaria. Esta se concibe como una formación complementaria a la que el estudiante tiene acceso fuera de su carrera, a través de una oferta de cursos, talleres y diplomados. La UPEL lleva a cabo estas actividades en la mayoría de sus núcleos y extensiones, contando con alianzas con fundaciones, empresas y organizaciones como el Centro de Educación Continua Internacional o Mediática (fundación).